# Fjölsvinnsmál

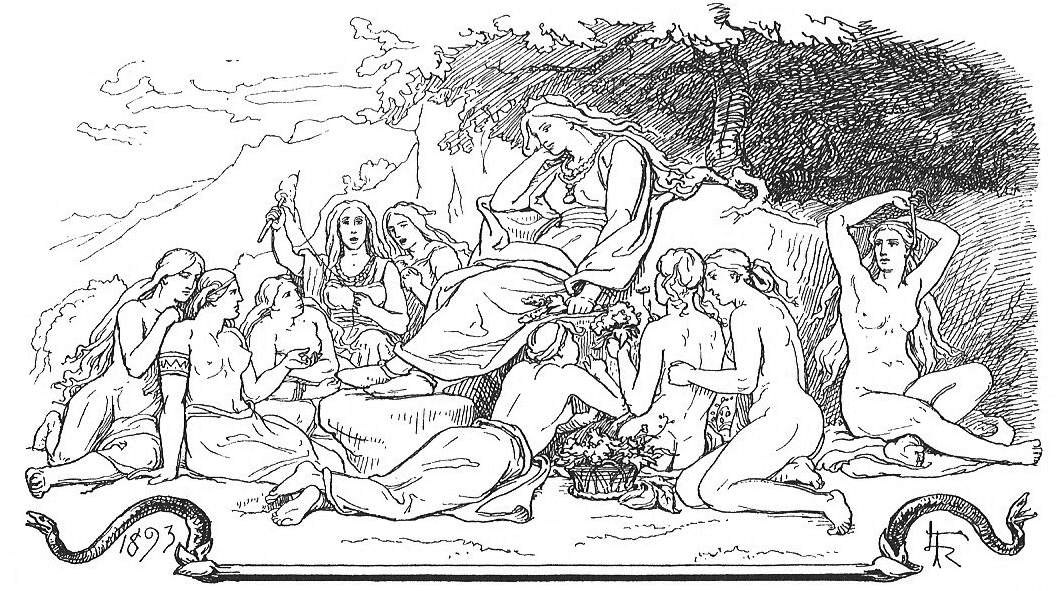
Menglad en negen maagden, Lorenz Frølich, 1893

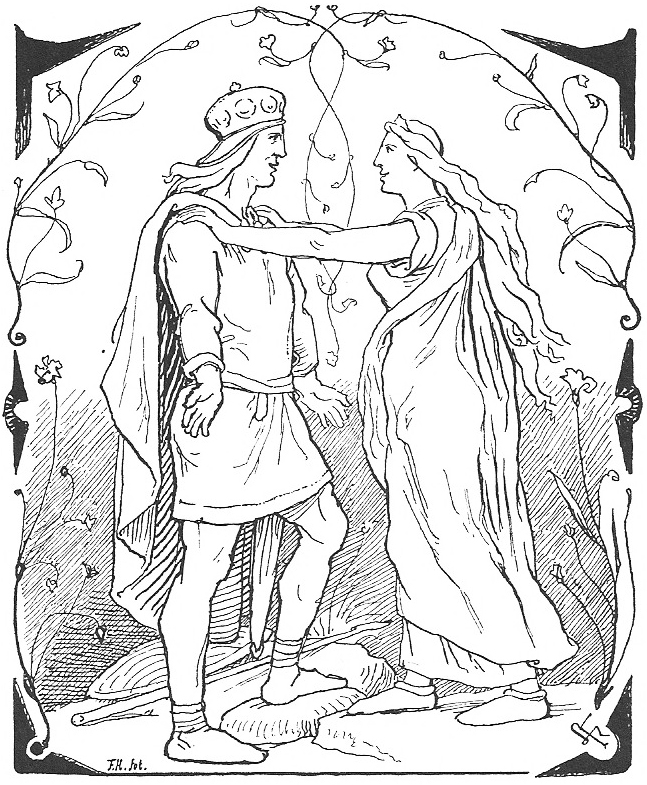
De terugkeer van Svípdag naar Menglad, Lorenz Frølich, 1893

Fjölsvinnsmál (Fjölsvinns gedachtewisseling) vertelt samen met Grógaldr (de toverformules van Gróa, zie ook galdr) het verhaal van de Svípdag en zijn Verschijnen als Dag.
De Oudnoorse liederen werden in ten minste drie manuscripten uit de zeventiende eeuw in omgekeerde volgorde afgedrukt (en gescheiden door Hyndluljóð). Tegenwoordig worden de liederen gepubliceerd als Svipdagsmál.
Het wordt beschouwd als een van de jongste gedichten uit de Noordse mythologie.

## Beproeving
In dit lied probeert Svípdag toegang te krijgen tot de zaal van Menglad (een kenning van Freya). Dit is een opdracht van zijn stiefmoeder Sif. De bewaker van de poort van de zaal noemt zich Fjölsvinn (Ergwijze - Odin) en hij spreekt over de bewakers, de honden Gifr en Gere. Met twee stukken vlees uit het verblijf van de haan Wijdopener kan Svipdag binnengaan terwijl de honden eten.
In de gedaante van Windkou stelt Svípdag vragen en Fjölsvinn geeft antwoord. In het lied wordt Mimameid (de Boom van Kennis, verbonden met Mimir). De held moet Wijdopener, de gouden vogel (haan) in de toppen van Mimameid, bemachtigen en daarvoor moet hij de onderwereld binnengaan om een toverdrank van Lopt (Volund ook bekend als Thjazi)te krijgen. De reuzin Sinmara (zoals ook Ceridwen) (Sinmara is ook de vrouw van Mimir) bewaakt de kookpot met lävaten (net als somadrank helpt het brouwsel het bewustzijn ontvankelijk maken). Het wordt in een ijzeren vat beveiligd door negen stevige sloten. Svipdag moet Sinmara een sikkel hebben die tussen de klauwen van de gouden vogel liggen. Om het wapen Lävaten (Het zwaard gemaakt door Volundr/Thjazi) van haar te krijgen.
Gesproken wordt over de Heilige Berg die alle vrouwen zal genezen en de redding is van degenen die offeren op een heilige plaats.
Fjölsvinn geeft aan dat alleen Svípdag in de armen van Menglad slapen kan en dan maakt Svípdag zich bekend. Menglad begroet Svípdag dan met een kus, er is verzoening na de terugkeer van Svípdag. Het is de oorsprong van het verhaal van de Schone Slaapster (in Zweden Törnrosa), de dochter van de zoon van de Slaap-Tovenaar (wel geïdentificeerd als Njörd, tijd en Lentekou).
De ingewijde noemt zich de zoon van de Heldere Zon, net als in de Egyptische mysteriën verwijzen naar een straling rondom (usnīsa, de aureool boven of rond het hoofd van sattva's, Christussen en heiligen).

## Afbeeldingen

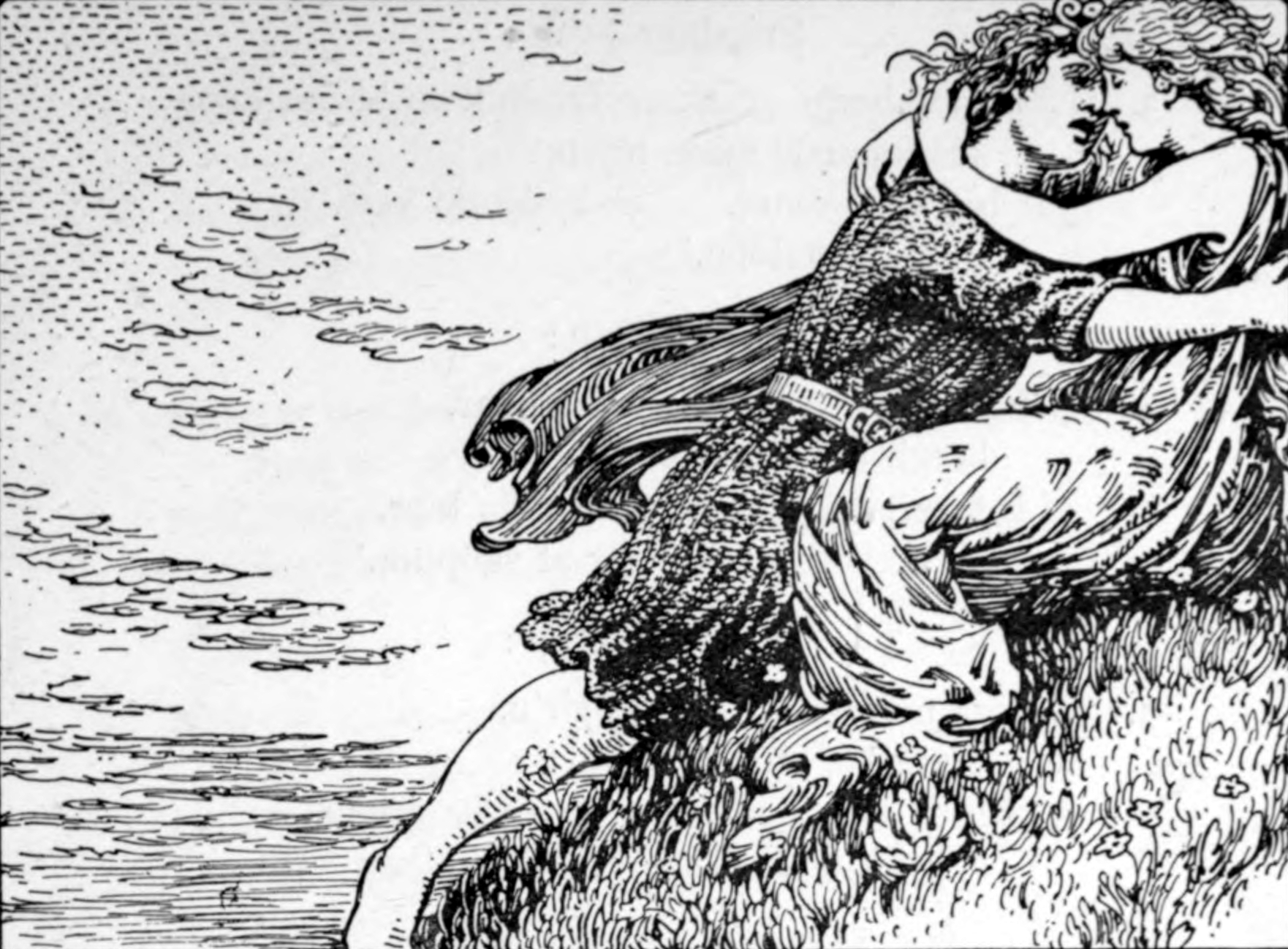
Svípdag en Menglad omhelsen elkaar, W.G. Collingwood, 1908
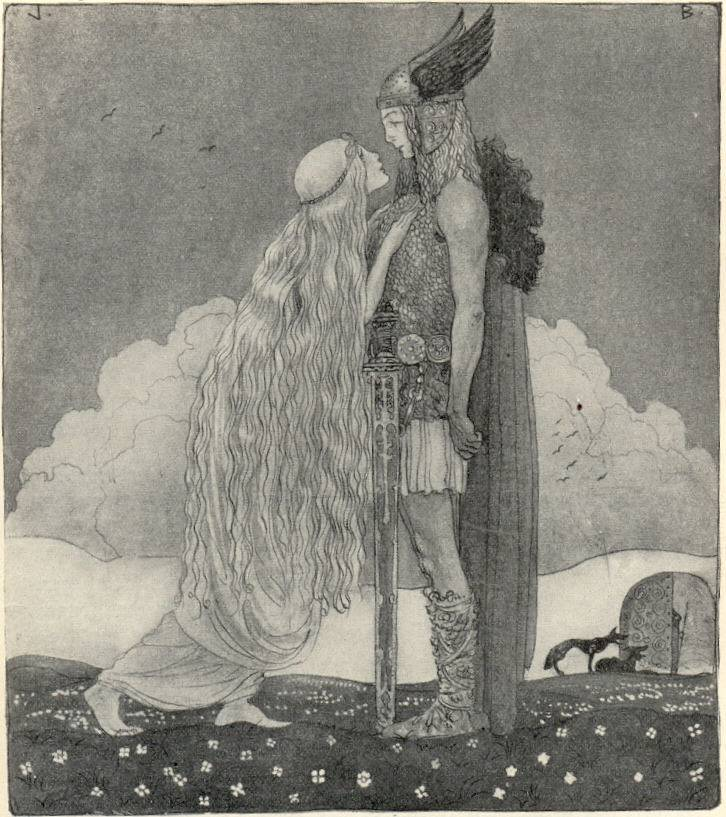
Freya en Svípdag, John Bauer in 1911
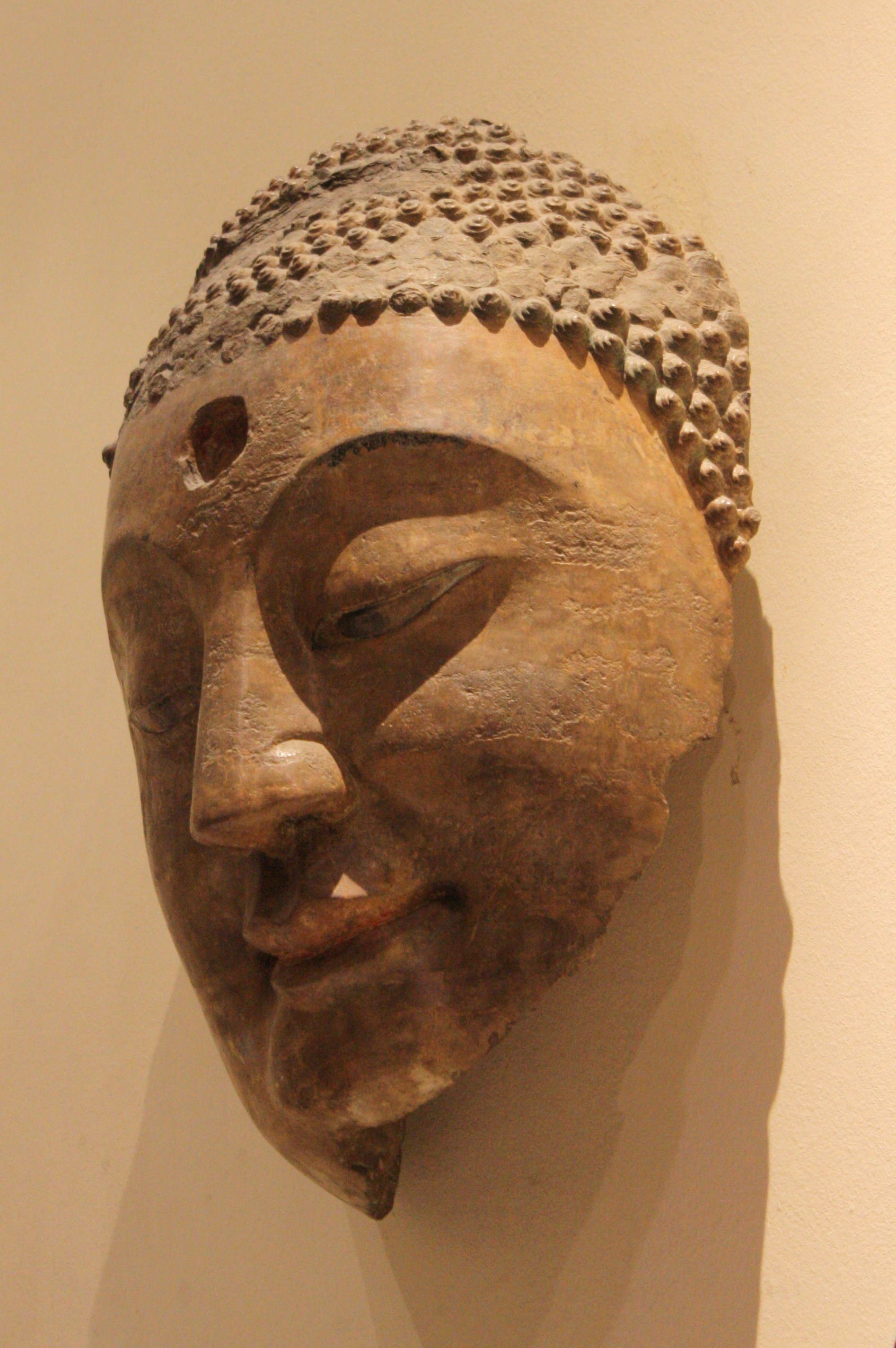
Boeddha met usnīsa
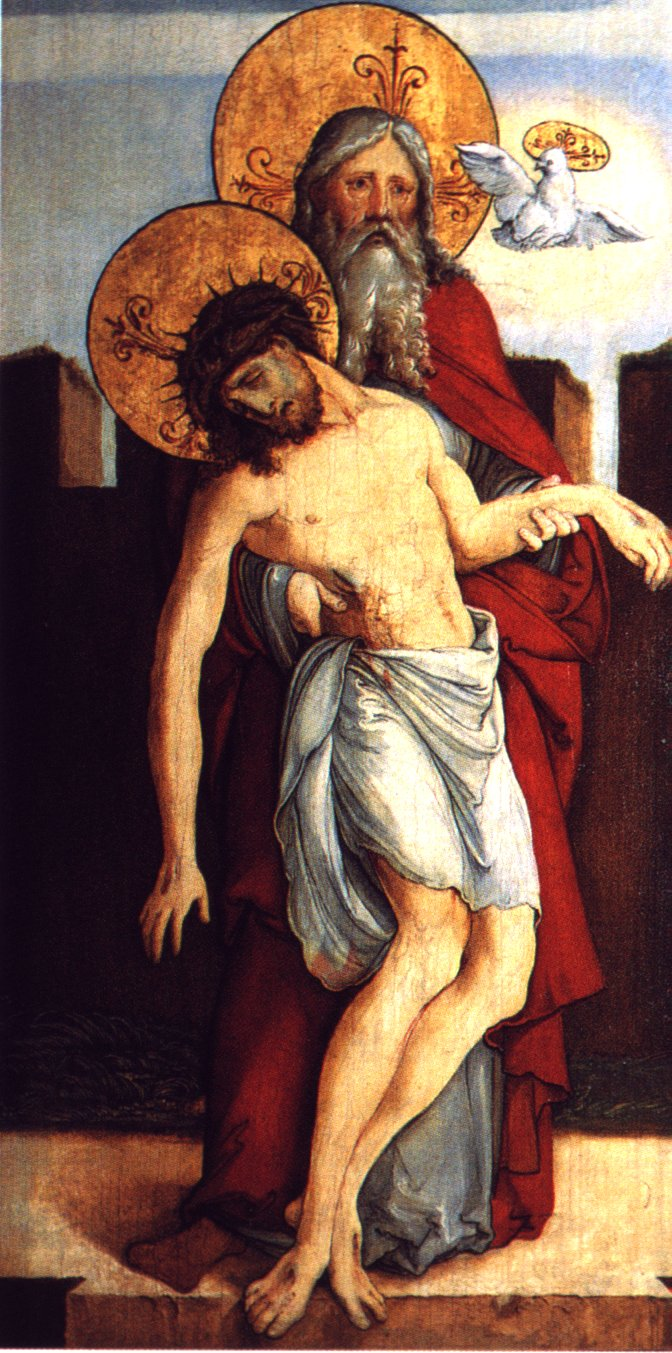
Heilige Drie-eenheid met aureool